# Anisostachya bosseri
Anisostachya bosseri är en akantusväxtart som beskrevs av Raymond Benoist. Anisostachya bosseri ingår i släktet Anisostachya och familjen akantusväxter. Inga underarter finns listade i Catalogue of Life.